# Marie de Sainte-Euphrasie Pelletier
Rose-Virginie Pelletier, en religió Maria de Santa Eufràsia, també coneguda com a Marie-Euphrasie Pelletier (Noirmoutier-en-l'Île, 31 de juliol de 1796 - Angers, 24 d'abril de 1868) fou una religiosa francesa, fundadora de la congregació de les Germanes de la Mare de Déu de la Caritat del Bon Pastor. Des de 1940 és venerada com a santa per l'Església Catòlica Romana.

## Biografia
Rose-Virginie nasqué a l'illa de Noirmoutier (Vendée, França), filla del metge Julien Pelletier i Anne, la seva esposa, exiliats a l'illa per la seva oposició a la Revolució francesa.
El 20 d'octubre de 1814 va entrar com a postulant al convent de Tours de l'Orde de Nostra Senyora de la Caritat i el 9 de setembre del 1817 hi va fer la professió solemne i els vots, prenent el nom de Marie de Sainte-Euphrasie. El 26 de maig del 1825 fou elegida mare superiora del convent.
L'objectiu de la congregació era rehabilitar prostitutes que volien deixar la professió i educar-les perquè poguessin trobar un ofici i canviar de vida. Maria Eufràsia va pensar a fer al monestir de Tours una secció separada on poguessin hostatjar-s'hi les prostitutes que volguessin quedar-s'hi com a religioses dedicades a la vida contemplativa.
L'èxit de la iniciativa va fer que fos cridada perquè fundés un nou "refugi" a Angers, on s'establí amb algunes germanes el 31 de juliol del 1829, dedicant el nou convent al Bon Pastor. El 1831 fou elegida superiora de la nova comunitat. Començà llavors a projectar una reforma que convertís els diferents establiments de l'Orde del Refugi en una congregació religiosa centralitzada: fins llavors era una federació de monestirs independents. Més que fundar una congregació amb un carisma diferent, volia canviar-ne l'organització: la idea comptà amb el suport del bisbe d'Anger, Charles Montault des Isles i del papa Gregori XVI. Aquest, amb un breu del 3 d'abril de 1835, va fer que el convent del Bon Pastor es convertís en generalat i que la mare Pelletier pogués fundar nous convents o agregar-hi els de l'Orde de la Caritat del Refugi. Naixia així una nova congregació, d'idèntic carisma però diferent estructura.
L'Institut de la Caritat del Bon Pastor es difongué ràpidament: el 1869, a la mort de Pelletier, la congregació tenia 2.760 religioses i 110 cases arreu del món.

## Veneració
Fou beatificada el 30 d'abril de 1933 per Pius XI i canonitzada per Pius XII el 2 de maig de 1940. La seva festivitat és el 24 d'abril, aniversari de la seva mort.